# Onychocerus albitarsis
Onychocerus albitarsis (v Brazílii známý jako „štíří brouk“) je poměrně vzácný druh brouka z čeledi tesaříkovití (Cerambycidae), jenž se vyskytuje v Amazonii a oblasti atlantického lesa v Brazílii, Bolívii, Paraguayi a jižním Peru.
Jde o jediného známého brouka s jedovatým žihadlem; ostatní brouci své toxiny rozstřikují (jako prskavci), anebo pouze vylučují z těla (jako majkovití). Tento tesařík zároveň představuje jediného známého členovce, jenž má jedovatý osten v tykadlech; každé tykadlo končí strukturou podobnou ostnu štíra, jež je spojena s jedovou žlázou. Záznam o bodnutí člověka pochází již z roku 1884, nicméně bolest při zranění byla přisuzována pouze ostrosti tykadel. Jedovatost tesaříka Onychocerus albitarsis se podařilo potvrdit teprve roku 2005 po žahnutí biologa, jenž bolest přirovnat ke včelímu žihadlu, díky čemuž byl brouk podroben dalšímu výzkumu. Od té doby byly zaznamenány alespoň dvě další kazuistiky. V prvním případě 29letá žena bezprostředně po žahnutí cítila výraznou bolest, přičemž zarudnutí a svědění v místě vpichu přetrvávalo další týden; ve druhém případě 28letý muž cítil akutní bolest střední intenzity a otok přetrvával pouze hodinu. Ostatní druhy rodu Onychocerus zřejmě nejsou jedovaté a chybí jim struktury uvnitř tykadel, které jsou u Onychocerus albitarsis asociovány s jedovým aparátem.
Onychocerus albitarsis dosahuje délky asi 2 cm a vyznačuje se nepravidelným strakatým vzorem v žlutohnědé, černé a bílé barvě. O jeho chování je známo jen sporé množství informací, ačkoli se ví, že se živí býložravě.